# Cosmarium praegrande
Cosmarium praegrande  là một loài Song tinh tảo trong họ Desmidiaceae, thuộc chi Cosmarium.